# Smilisca sila
Smilisca sila es una especie de anfibio anuro de la familia Hylidae.

## Distribución geográfica
Esta especie habita entre los 10 y 970 m s. n. m. en Costa Rica, Panamá y Colombia.

## Publicación original
- Duellman & Trueb, 1966 : Neotropical hylid frogs, genus Smilisca. University of Kansas publications, Museum of Natural History, vol. 17, n.º 7, p. 281-375[5]